# وقواق أدكن المنقار
وقواق أدكن المنقار (الاسم العلمي Coccyzus melacoryphus)، طائر من العصعوص وفصيلة الوقواقيات. مواطنه الأرجنتين، بوليفيا، البرازيل، كولومبيا، الإكوادور، غيانا الفرنسية، غيانا، باراغواي، بيرو، سورينام، ترينيداد وتوباغو، أوروغواي وفنزويلا. ويوجد كطائر متشرد (التشرد ظاهرة من ظواهر علم الأحياء. وجود الحيوانات خارج نطاقها الطبيعي بشكل منفرد عن المجموعة) في شمال تشيلي، وجزر فوكلاند، وغرينادا.
موائله الطبيعية الغابات الجافة الشبه الاستوائية أو المدارية، والأراضي المنخفضة الرطبة الشبه الاستوائية أو المدارية.

## وصلات خارجية
- Dark-billed Cuckoo videos on the Internet Bird Collection
- Dark-billed Cuckoo photo gallery VIREO Photo-High Res
- Photo-High Res; Article geometer–"Brazil Birds"